# Международный стамбульский кинофестиваль
Международный стамбульский кинофестиваль (тур. Uluslararası İstanbul Film Festivali) — турецкий международный кинофестиваль. Основан в 1982 году Стамбульским фондом культуры и искусств. С 1984 по 1988 год назывался «Международные стамбульские дни кино». Проводится ежегодно в апреле. Директор фестиваля — Керем Аян.
На кинофестивале представлены национальные и международные фильмы. Аккредитован Международной федерацией ассоциаций кинопродюсеров в 1989 году. Главный приз кинофестиваля — «Золотой тюльпан».
Среди отечественных картин единственный раз победу на фестивале одержал советский фильм «Храни меня, мой талисман» Романа Балаяна в 1987 году. В 2012 году победу одержал американо-немецкий фильм «Очень одинокая планета» американского режиссёра российского происхождения Джулии Локтев.

## Цензура
В 1988 году турецкое правительство изъяло 5 фильмов из 160 представленных на кинофестивале для проверки. В результате проверки фильм Тенгиза Абуладзе «Мольба» был запрещён к показу в Турции за «антиисламизм», ещё из четырёх фильмов потребовали вырезать эротические сцены. В связи с цензурой председатель коллегии жюри «Золотого тюльпана» Элиа Казан выразил протест, после чего Министр культуры Турции законодательно освободил международные кинофестивали Турции от цензуры.

## Номинации
- Золотой тюльпан (за лучший иностранный фильм)
- Лучший турецкий фильм года
- Лучший турецкий режиссёр года
- Специальный приз жюри
- Специальное упоминание
- Лучший актёр и Лучшая актриса (национальный конкурс)
- Почётный приз
- Приз за личный вклад
- Приз ФИПРЕССИ (национальный (памяти Оната Кутлара) и международный конкурс)
- Приз Кинопремии Совета Европы
- Приз зрительских симпатий